# ハーピー (航空機)
IAI ハーピー
2007年のパリ・エアショーで展示されたハーピー
- 用途：無人攻撃機 (徘徊型兵器)
- 分類：無人航空機
- 製造者：IAI社
- 運用者

  - イスラエル軍
  - 中国人民解放軍陸軍、他
- 初飛行：1994年
- 運用状況：運用中
- 派生型：IAI ハロップ

ハーピー(IAI Harpy)は、イスラエルのイスラエル・エアロスペース・インダストリーズ社が1990年代に開発した無人攻撃機である。無人攻撃機自体が目標に突入して自爆する徘徊型兵器（loitering munition）のこと。
別名「Kamikaze Drone（神風ドローン）」、「Suicide Drone（自殺ドローン・自爆型ドローン）」、「Kamikaze Strike（神風ストライク）」、「Samurai Drone（サムライドローン）」
さらに、その異常な低価格の低コストである為「Costco Drone（コストコドローン）」の先駆けとなった機種である。

## 概要
IAI ハーピーは、レーダーサイトなどの敵防空網への攻撃(SEAD)に最適化されている。この機体が特徴的なのは、一般的なUAVと異なりレーダーなどのマイクロ波を感知可能な高性能なパッシブシーカーを搭載していることである。高価値目標（敵防空ミサイルシステムのレーダーなど）を見つけ出すと、胴体内に搭載した高性能爆薬（70ポンド）もろとも目標に自ら突入し自爆攻撃を行う。ある意味では対レーダーミサイルの様でもある、特徴的なUCAVである。
後年、同じ特攻戦術を用いる、より大型の無人攻撃機であるIAI ハロップが開発されたが、IAIハロップはIAI ハーピー 2とも呼称される事があり、これに対応して、IAIハーピーはIAI ハーピー 1と呼称される事もある。

## 採用国
- イスラエル
- 中華人民共和国
- 韓国
- インド
- トルコ
- チリ
- アゼルバイジャン

## 中国への輸出問題
2004年に、アメリカ合衆国の中国への武器や軍事技術の輸出制限政策で、IAIハーピーが焦点の一つとなった。1994年に約55万USドルで中国に輸出されていたIAIハーピーが、アップグレードの為、この年にイスラエルに戻ってきていたのであるが、アメリカは近代化改修されたIAIハーピーが台湾やアメリカ軍にとって脅威となる事を警戒し、イスラエルに対し、アップグレード契約を破棄し、IAIハーピーを中国に返却しないよう要求した。イスラエルの発表によると、IAIハーピーにはイスラエルの独自開発技術だけが使われており、アメリカ製の軍事技術は含まれていない、との事であった。結局、2005年に、IAIハーピーはアップグレードを施されずに、中国に返却された。この出来事はアメリカとイスラエルの関係を一時的に冷却させる事になり、イスラエルは、統合打撃戦闘機計画への、Security Cooperation Participation（安全保障協力参加）を（結果的には一時的にであるが）見合わせる事にした。同年11月には、イスラエルは統合打撃戦闘機計画へ再度参加する事となった。その後、中国はハーピーをリバースエンジニアリングでコピーしてASN-301として量産している。

## 実戦使用
2020年9月に発生した係争地域におけるアルメニアとの武力衝突においてアゼルバイジャン軍がハーピードローンを使用しアルメニア軍を攻撃した。インターネットではアゼルバイジャンによりハーピードローンが輸送車両や戦車や防空網に攻撃する動画が投稿された。また2016年には改良型のハロップが投入されたという情報もある。

## 性能諸元
- 全幅：2.1 m
- 全長：2.7 m
- 通信範囲：200 km
- 運用自重：135 kg
- 炸薬搭載量：32 kg
- RCS：<0.5 m2
- エンジン：UEL製AR731 ロータリーエンジン
- 最高速度：417 km/h (225 kt)
- 最大高度：4,572 m (15,000 ft)
- 航続距離：270 km
- 航続時間：9 時間
- 乗員：0名